# George W. Casey senior

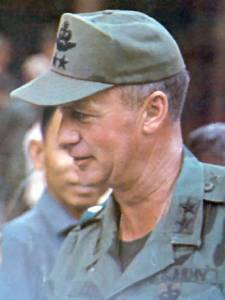
George W. Casey Sr.

George William Casey Sr. (* 9. März 1922 in Boston, Massachusetts; † 7. Juli 1970 in der Nähe von Đà Lạt, Lâm Đồng Provinz, Vietnam) war ein Generalmajor der United States Army. Er war unter anderem Kommandeur der 1. US-Kavalleriedivision.

## Militärische Karriere
George Casey Sr. studierte zunächst am Harvard College, das zur Harvard University gehört. Im Jahr 1945 absolvierte er die United States Military Academy in West Point. Nach seiner Graduation wurde er als Leutnant in das Offizierskorps des Heeres aufgenommen. In der Armee durchlief er anschließend alle Offiziersränge vom Leutnant bis zum Zwei-Sterne-General.
Im Lauf seiner militärischen Karriere absolvierte Casey verschiedene Kurse und Schulungen. Dazu gehörten unter anderem der Infantry School Basic Course, das Command and General Staff College und das National War College. Außerdem erhielt er akademische Grade von der George Washington University und der Harvard University.
In seinen jüngeren Jahren absolvierte er den für Offiziere in den niederen Rangstufen üblichen Dienst in verschiedenen Einheiten und Standorten in den Vereinigten Staaten. Dazu gehörten auch Aufgaben als Stabsoffizier in verschiedenen Hauptquartieren. Er war zunächst bis Ende 1948 im Fernen Osten, darunter auch Japan stationiert. Danach tat er in den Vereinigten Staaten Dienst. Während des Koreakriegs kommandierte Casey eine Kompanie der 7. Infanteriedivision. Dabei nahm er an mehreren Schlachten teil.
Nach seiner Rückkehr in die Vereinigten Staaten im Jahr 1952 setze er seine Offizierslaufbahn fort. In den folgenden Jahren absolvierte er unter anderem die erwähnten Militär-Colleges. In den Jahren 1963 bis 1965 war er in Deutschland stationiert, wo er die 3. Brigade der 8. Infanteriedivision kommandierte. Mitte der 1960er Jahre wurde er zur 1. Kavalleriedivision versetzt, die im Vietnamkrieg eingesetzt war. Dort war er unter anderem Kommandeur bzw. Stabschef der 2. Brigade dieser Division.
Nach seiner Rückkehr aus Vietnam wurde Casey nach Fort Belvoir in Virginia versetzt, wo er zwischen Oktober 1967 und August 1968 im Stab des U.S. Army Combat Developments Commands tätig war. Anschließend war er zwischen September 1968 und Juli 1969 kommandierender General der U.S. Army Combat Developments Command Combat Arms Group in Fort Leavenworth in Kansas. Im Mai 1970 erhielt er das Kommando über die 1. Kavalleriedivision, die immer noch im Vietnamkrieg kämpfte. Am 7. Juli 1970 kam er bei einem Hubschrauberabsturz ums Leben. Das Fluggerät war bei schlechtem Wetter und schlechter Sicht mit einem Berg kollidiert. Casey war einer der ranghöchsten Offiziere, die im Vietnamkrieg ums Leben kamen. Er wurde auf dem amerikanischen Nationalfriedhof Arlington beigesetzt.

## Persönliches
Sein im Jahr 1948 geborener Sohn George W. Casey Jr. brachte es im US-Heer bis zum Vier-Sterne-General und war zwischen 2007 und 2011 Chief of Staff of the Army.

## Orden und Auszeichnungen
George Casey erhielt im Lauf seiner militärischen Laufbahn unter anderem folgende Auszeichnungen:
- Army Distinguished Service Medal
- Silver Star
- Legion of Merit
- Distinguished Flying Cross
- Bronze Star Medal
- Purple Heart
- Air Medal
- Army Commendation Medal
- American Campaign Medal
- Asiatic-Pacific Campaign Medal
- World War II Victory Medal
- Army of Occupation Medal
- National Defense Service Medal
- Korean Service Medal
- Vietnam Service Medal
- Gallantry Cross (Südvietnam)
- Armed Forces Honor Medal
- Republic of Korea Presidential Unit Citation (Südkorea)
- United Nations Korea Medal (UNO)
- Vietnam Campaign Medal (Südvietnam)
- Korean War Service Medal (Südkorea)